# Онышко, Аркадиуш
Арка́диуш Оны́шко (пол. Arkadiusz Onyszko; 12 января 1974, Люблин, Польша) — польский футболист, вратарь. Провёл несколько матчей за национальную сборную Польши. Серебряный призёр летних Олимпийских игр 1992 года в Барселоне.

## Карьера
Футбольную карьеру начал в 1989 году в клубе «Люблинянка». До 1998 года выступал в различных польских клубах, в 1998 году перешёл в датский клуб «Виборг», где закрепился основным вратарём, с 2003 по 2009 годы выступал за другой датский клуб «Оденсе», однако в июне 2009 года вратаря изгнали после того как суд приговорил его к трёхмесячному заключению за избиение собственной жены. Перед стартом сезона 2009/10 Онышко заключил контракт с «Мидтъюлланном», из которого также был исключён в ноябре 2009 года по причине гомофобских высказываний, которые он допустил в автобиографии. В книге, получившей название Fucking Polak, Онышко заявил, что он ненавидит геев.